# Gambas a la plancha

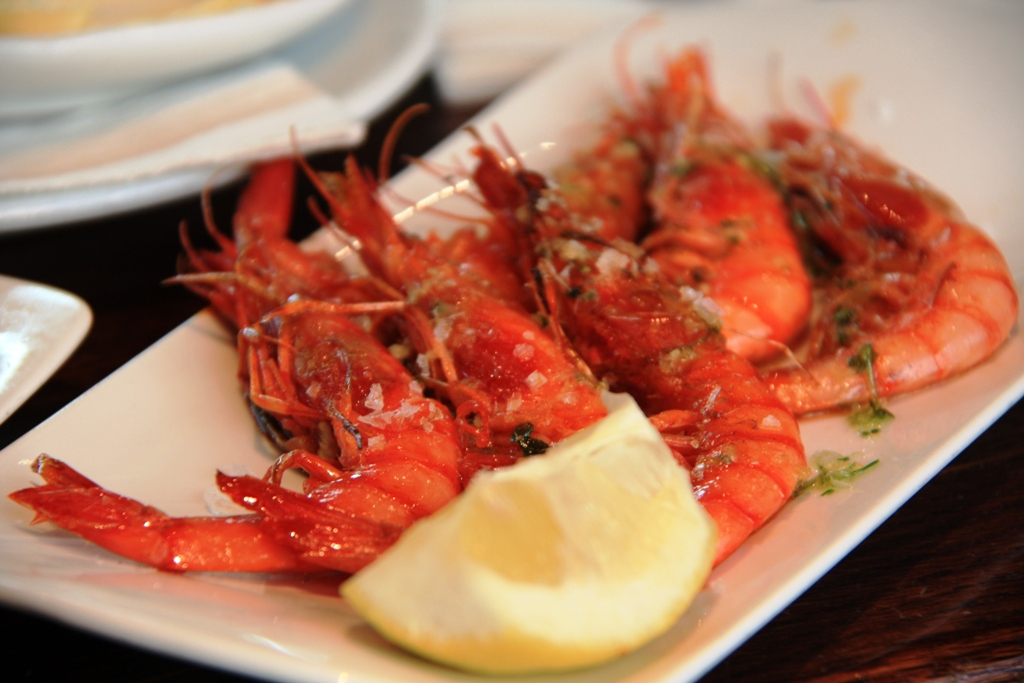
Unas gambas a la plancha, con los granos de sal gorda visibles. Acompañado de su limón.

Las gambas a la plancha (de igual preparación que los langostinos a la plancha) es una preparación de marisco típica de la costa española. Las gambas (que pueden ser igualmente langostinos) se preparan a la plancha regadas con unos granos de sal gorda. Es una tapa clásica que se suele servir recién hecha y caliente, en un plato, y sin cubiertos, lo que obliga a los comensales a mondarlos e ingerirlos, uno a uno, con los dedos.   

## Características
De igual forma que las gambas pueden prepararse los langostinos. Calientes y extendidos sobre una plancha de hierro con sal gorda, ajo, perejil picado y un chorro de aceite de oliva. Se suelen dorar por ambos lados empleando unos minutos, se sirven de inmediato muy calientes. Es frecuente que se sirva con una rodaja de limón para limpiar con su zumo los dedos de los comensales, y quitar igualmente el rastro de olor. En España es habitual encontrarse este plato en las celebraciones festivas familiares de Navidad, por ejemplo en la cena de Nochebuena.